# Companhia Beal de Alimentos
A Companhia Beal de Alimentos é uma rede brasileira de supermercados, com sede no município paranaense de Cascavel. O grupo detém a bandeira Super Festval com cinco lojas em Cascavel, dezesseis em Curitiba e uma em Pinhais, empregando mais de dois mil e trezentos colaboradores.
Em 2017, a empresa faturou R$ 810 milhões e ficou na  4ª colocação do ramo supermercadista no Paraná e a 45ª no Brasil, segundo o atual ranqueamento da ABRAS - Associação Brasileira de Supermercados.

## Histórico
A história da empresa remonta ao ano de 1950, no município gaúcho de São Valentim, onde o casal Severino Beal e Lídia Sarolli Beal mantinha um comércio de secos e molhados. Na década seguinte, junto com seus cinco filhos, mudaram-se para o incipiente município de Cascavel, no oeste do Paraná, onde Severino exerceu atividade de viajante, para atender comerciantes da região.
Em 1972, a família comprou um pequeno armazém em Cascavel, no bairro São Cristóvão, denominando-o Comercial Beal. O negócio prosperou e, no ano de 1976, a loja foi mudada para o outro lado da cidade, ao lado da então Fecivel, a faculdade municipal recém criada e que anos depois se transformou na Unioeste. O nome do estabelecimento foi alterado para Mercado Vitória, em homenagem à mãe de Dona Lídia.
Em 1987, a sede própria foi inaugurada, com mais espaço e maior oferta de produtos, passando assim para a categoria de supermercado. A expansão se deu com  a abertura de três unidades, nos anos de 1994, 1997 e 2000.
No segundo semestre de 2003, o grupo adquiriu a Rede Festval, de Curitiba. Com o objetivo de melhor administrar as duas bandeiras, foi criada a Companhia Beal de Alimentos.
Atualmente, o ritmo de crescimento é mantido na capital paranaense e sua região metropolitana, como também em Cascavel. Novas lojas foram construídas e inauguradas em ambas as praças, entre 2005 e 2014. No citado período, Curitiba recebeu: o Festval Mercês, em 2005; o Festval Barigui, em 2008; um novo Centro de Distribuição, em 2009; e o Festval Santa Felicidade, em 2014. Por sua vez, Cascavel contou com a chegada das filiais: Beal Tancredo Neves, em 2010; Beal Avenida Brasil, em 2011; e Beal Faculdade, em 2014.
Em novembro de 2020, o grupo anunciou uma reestruturação de nome. A partir de dezembro do mesmo ano as lojas de Cascavel deixaram de lado a bandeira Beal, passando a se chamar Festval, assim como as unidades da Região Metropolitana de Curitiba.

## Operação

### Lojas
Seguem-se, abaixo, as lojas da Companhia Beal de Distribuição que atualmente estão em operação.
| Unidade             | Cidade   |
| ------------------- | -------- |
| Avenida Brasil      | Cascavel |
| Carlos Gomes        | Cascavel |
| Centro              | Cascavel |
| Faculdade           | Cascavel |
| Tancredo Neves      | Cascavel |
| Água Verde          | Curitiba |
| Barigüi             | Curitiba |
| Batel               | Curitiba |
| Brigadeiro          | Curitiba |
| Centro Cívico       | Curitiba |
| Champagnat          | Curitiba |
| Jardim Social       | Curitiba |
| Linha Verde         | Curitiba |
| Mercês              | Curitiba |
| ParkShoppingBarigüi | Curitiba |
| Parque Tingui       | Curitiba |
| República Argentina | Curitiba |
| Santa Felicidade    | Curitiba |
| São Lourenço        | Curitiba |
| Silva Jardim        | Curitiba |
| Torres              | Curitiba |
| Alphaville          | Pinhais  |

### Expansão
Em junho de 2016, a empresa anunciou a abertura de duas unidades Festval em Curitiba, nos bairros Bigorrilho e Centro Cívico, onde antes operavam o Mercadorama, pertencentes ao grupo Walmart. Foi também divulgado um plano para a abertura de mais três filiais na capital paranaense, nos bairros Jardim das Américas e São Lourenço, além da Avenida Silva Jardim, e uma na região metropolitana, no bairro Alphaville, em Pinhais. Até o ano de 2020, a oferta atual de lojas do grupo será dobrada.
As unidades localizadas nos bairros curitibanos Rebouças, batizada como Festval Silva Jardim, em operação desde 18 de setembro de 2018 e São Lourenço, inaugurada em 31 de julho de 2018, eram anteriormente operadas pelo grupo Walmart, na bandeira Mercadorama. A loja localizada na região metropolitana da capital, no bairro Alphaville, em Pinhais, foi aberta em 27 de novembro de 2018.  mais recente unidade da rede Festval na capital paranaense, inaugurada em 20 de dezembro de 2018, está localizada no bairro Uberaba, na Avenida das Torres.
Em julho de 2019, a empresa a inaugurou de uma filial no Park Shopping Barigui, onde antes operava a FNAC, a primeira inserida neste tipo de empreendimento na cidade.
Por fim, em Maio de 2020 foi informado que a rede adquiriu todas as lojas do Pão de Açúcar, na cidade de Curitiba, um total de 4 unidades distribuídas nos principais bairros. 

### Empório Festval
Para aplicar uma melhor experiência de compras, foi lançado o Empório Festval, anteriormente conhecido como Empório Beal. Trata-se de um canal para vendas virtuais com entrega em domicílio, cujo foco está nos produtos da linha gourmet e vinhos.